# Felbrigg
Felbrigg är en ort och civil parish i Storbritannien.   Den ligger i grevskapet Norfolk och riksdelen England, i den sydöstra delen av landet, 180 km nordost om huvudstaden London. Felbrigg ligger 78 meter över havet och antalet invånare är 182.
Terrängen runt Felbrigg är platt. Havet är nära Felbrigg åt nordost. Runt Felbrigg är det ganska tätbefolkat, med 104 invånare per kvadratkilometer. Närmaste större samhälle är Cromer, 2,8 km nordost om Felbrigg. Trakten runt Felbrigg består till största delen av jordbruksmark.